# Jerzy Albrecht Denhoff

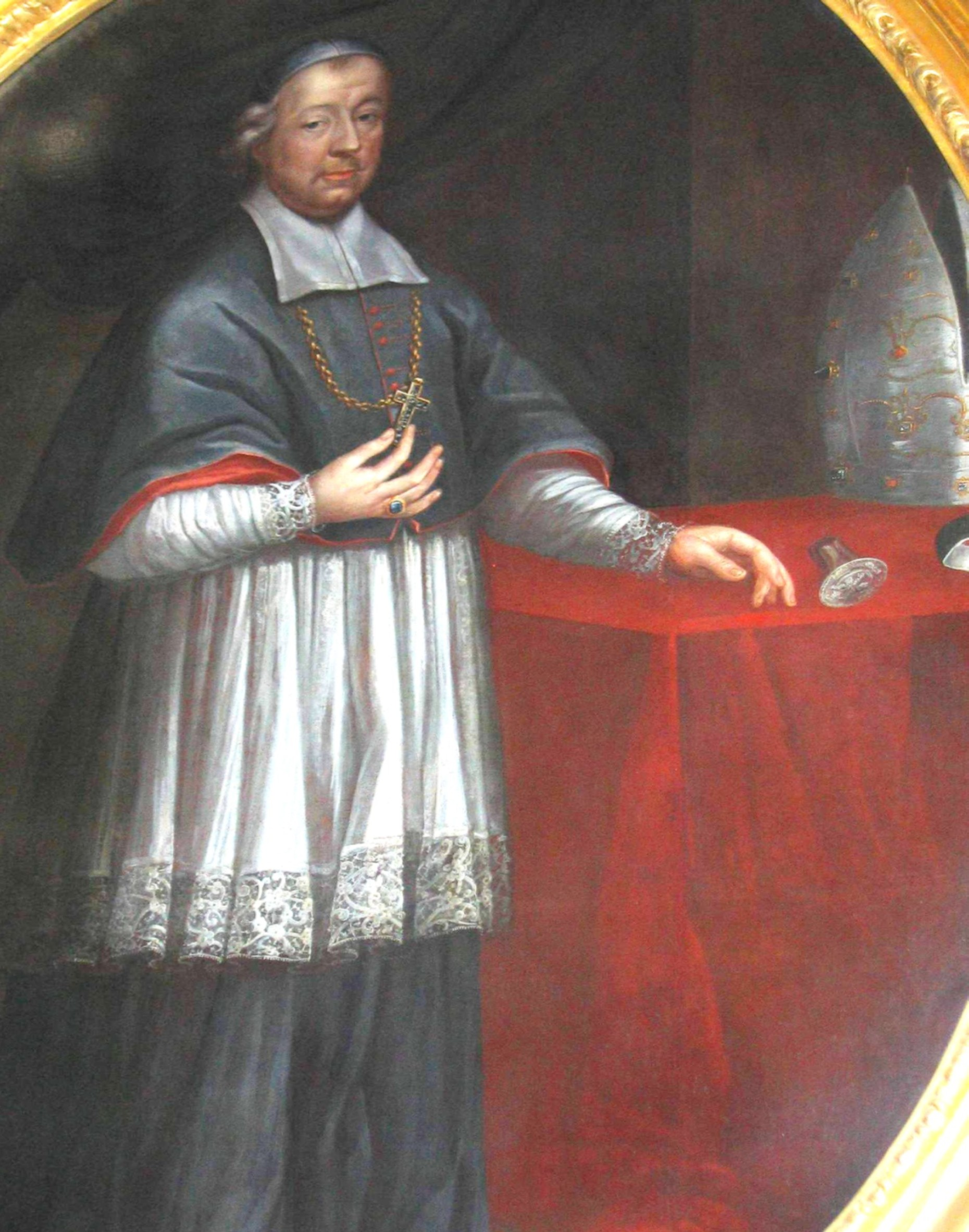
Jerzy Albrecht Denhoff

Jerzy Albrecht Denhoff (* 7. April 1640; † 1702) war ein polnischer Geistlicher und Bischof von Krakau.

## Leben
Fürst Jerzy Albrecht Denhoff entstammte der Familie Dönhoff  und war ein Sohn des Fürsten Zygmunt Ernest Denhoff († 1655) und der Fürstin Anna Teresa Ossolińska.
Im Jahre 1685 wurde Jerzy Albrecht Bischof von Kamieniec und im Jahre 1687 persönlicher Kanzler der polnischen Königin Maria Kazimiera Sobieska. Im Jahre 1690 erhielt er das Bischofsamt von Przemyśl. 1688 wurde er zum Kanzler der Polnischen Krone ernannt. Nachdem August der Starke König von Polen wurde, erhielt Jerzy Albrecht Denhoff die Bischofswürde von Krakau. Er starb ein Jahr später und wurde in der Grabeskapelle seiner Familie am Jasna Góra in Tschenstochau bestattet.